# Nork-Marash
Nork-Marash (Armeens: Նորք-Մարաշ վարչական շրջան, Nork-Maraš varčakan šrĵan) is een van de twaalf administratieve districten van de Armeense hoofdstad Jerevan.

## Ligging
Nork-Marash ligt ten oosten van het stadscentrum en grenst aan de districten Kentron in het noorden en westen, Nor-Nork in het oosten en Ereboeni in het zuiden. De naam van het district is afkomstig van de oude stadswijk Nor en de vroegere grote Armeense nederzetting Marash in het hedendaagse Turkije. Het district heeft een oppervlakte van 4,6 km² en werd in 1996 gevormd door het samenvoegen van de wijken Nork en Nor Marash.

## Belangrijkste straten
- Garegin Hovsepyanstraat
- Armenak Armenakyanstraat
- David Bekstraat

## Bezienswaardigheden
- Heilige Moeder van Godkerk, heropend in 1995.[2]
- Gebouw nationale televisie van Armenië en de Televisietoren van Jerevan
- Medisch Centrum van Nork-Marash.

## Fotogalerij

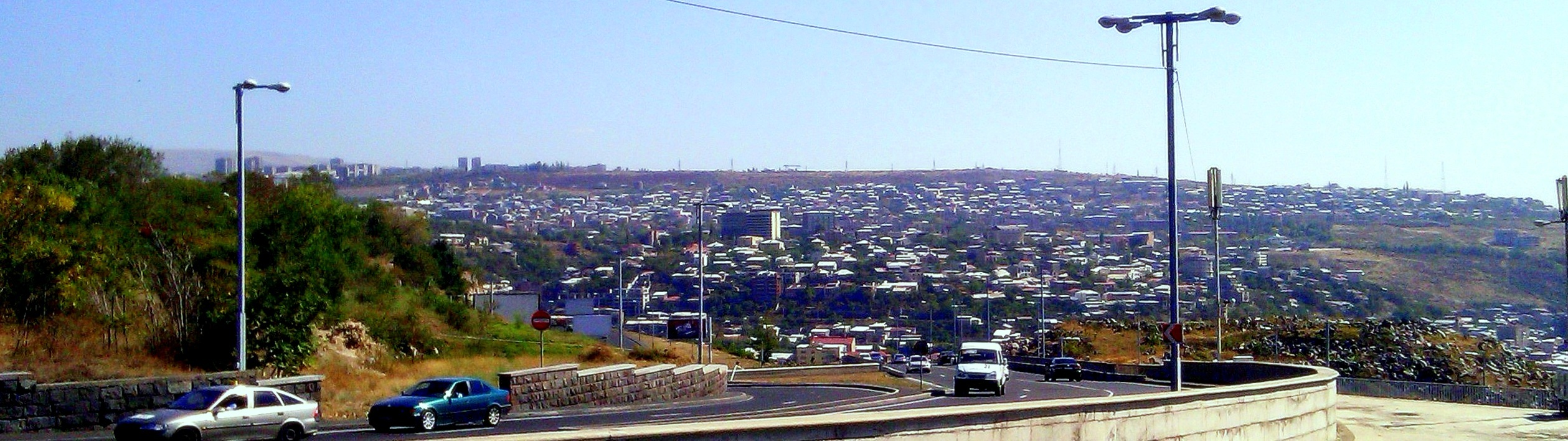
Nork-Marash gezien van op de Cascade van Jerevan

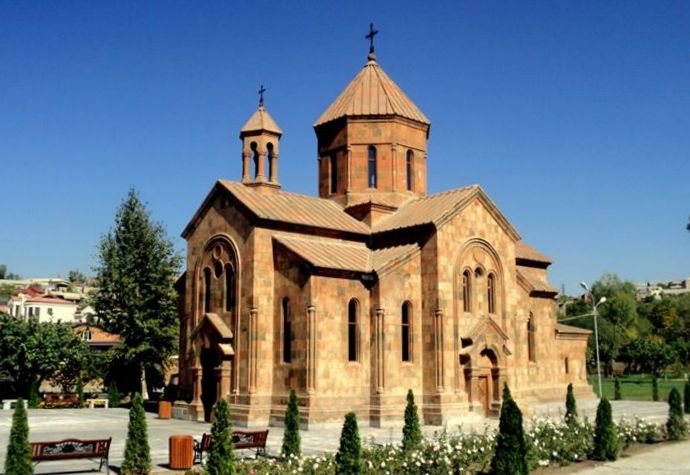
Heilige Moeder van Godkerk
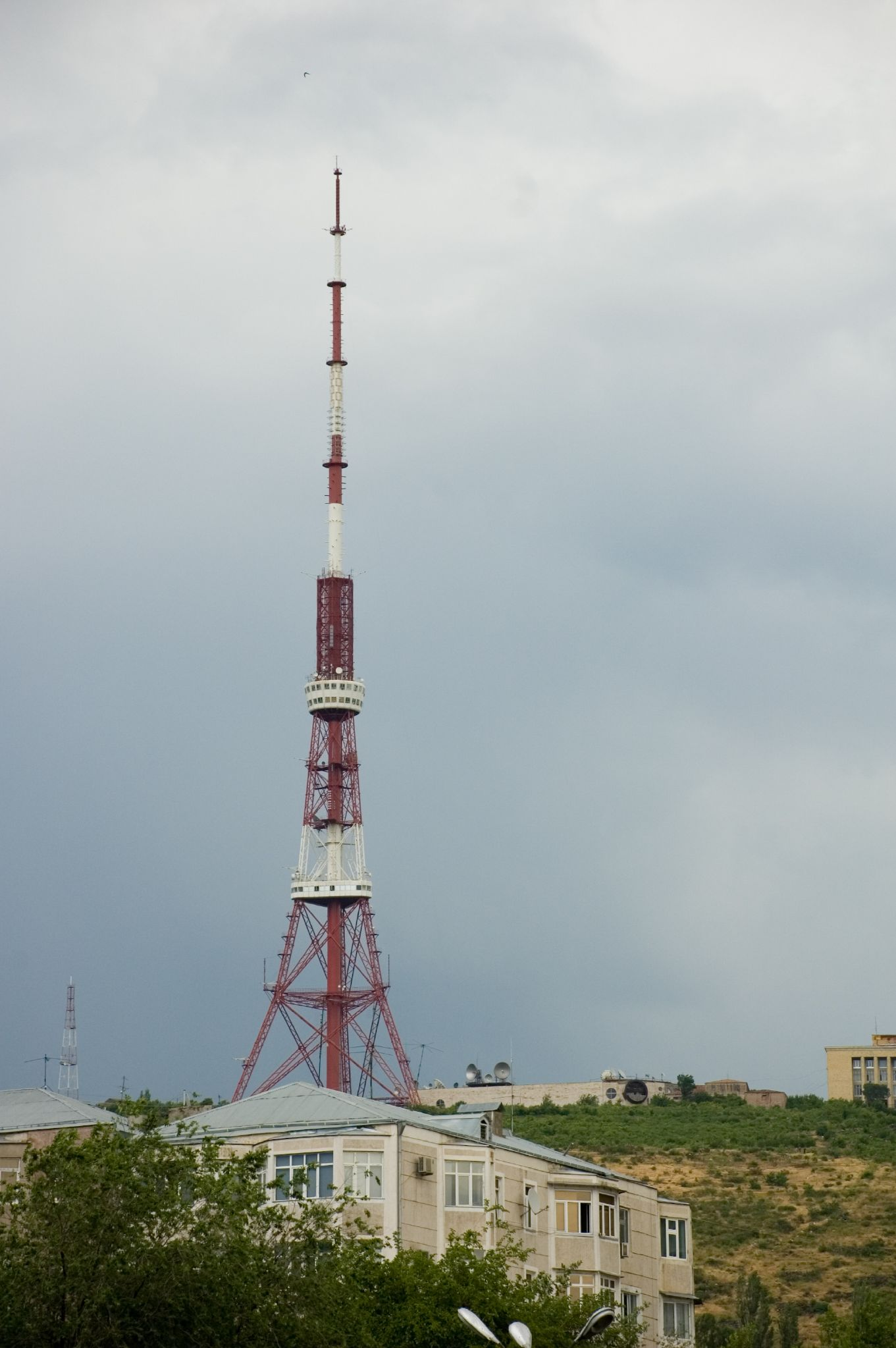
Televisietoren
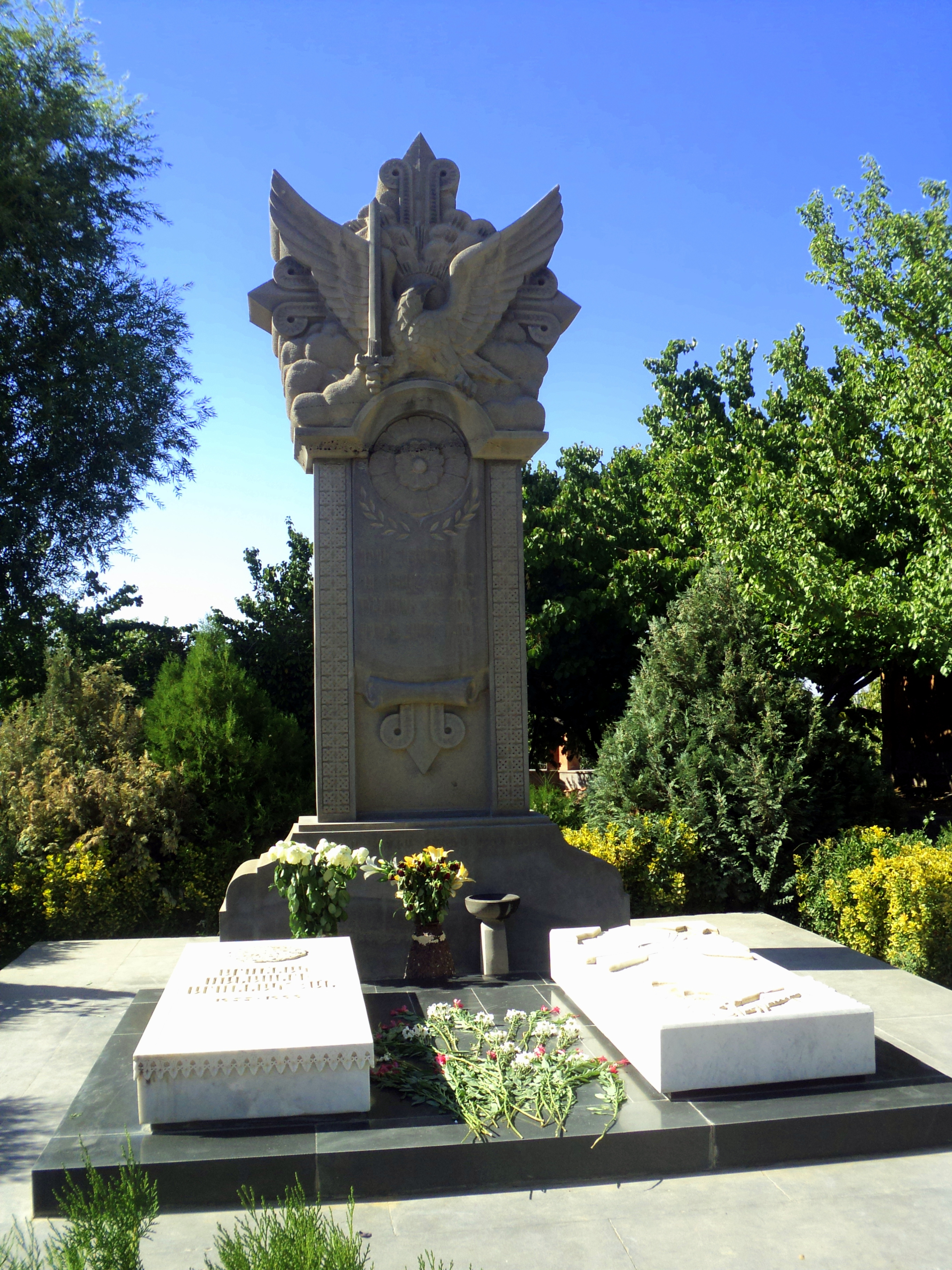
Nagorno-Karabach oorlogsmonument

Ajapnyak ·
Arabkir ·
Avan ·
Davtashen ·
Ereboeni ·
Kanaker-Zeytun ·
Kentron ·
Malatia-Sebastia ·
Nor-Nork ·
Nork-Marash ·
Nubarashen ·
Shengavit